# 韋爾切利車站
韋爾切利車站（義大利語：Stazione di Vercelli）是義大利西北部皮埃蒙特大區韋爾切利的主要鐵路車站，啟用於1856年，是都靈－米蘭鐵路的一部分。